# Driopea delta
Driopea delta là một loài bọ cánh cứng trong họ Cerambycidae.